# Bob Bennett (politikus)
Robert Foster "Bob" Bennett (Salt Lake City, 1933. szeptember 18. – Salt Lake City, 2016. május 4.) amerikai politikus, szenátor (Utah, 1993–2011) és üzletember. A Republikánus Párt tagjaként 1993 és 2011 között az Egyesült Államok szenátora volt Utah államból. Bennett számos kulcsfontosságú szenátusi bizottságban töltött be elnöki és vezetői tisztséget, többek között a Bank-, Lakás- és Városügyi Bizottságban; az előirányzatokat vizsgáló bizottságban; a Szabályok és Ügyrendi Bizottságban; az Energiaügyi és Természeti Erőforrások Bizottságában; valamint a Közös Gazdasági Bizottságban.
Bennett népszerű és megbízhatóan konzervatív szenátor volt hivatali ideje nagy részében, és magas minősítést kapott olyan konzervatív aktivista csoportoktól, mint az NRA Political Victory Fund, az Amerikai Kereskedelmi Kamara és az American Conservative Union. 2010-ben azonban Bennett a Tea Party mozgalom egyik legjelentősebb célpontjává vált, amely bírálta a Bush-kormányzat bankmentő programjának támogatását, és azzal érvelt, hogy Bennett nem elég konzervatív. Mitt Romney lelkes támogatása ellenére Bennett nem kapott helyet az előválasztási szavazólapon Utah állam 2010-es republikánus konvencióján, és a harmadik helyre került két Tea-Party által támogatott jelölt mögött.
A szenátusból való távozását követően Bennett az Arent Fox ügyvédi irodához csatlakozott vezető politikai tanácsadóként, és elnöke lett a Bennett Group nevű tanácsadó cégnek, amelynek Salt Lake Cityben és Washingtonban van irodája, és 2013 elején bejelentette, hogy bejegyzett lobbistává kíván válni, miután a törvény által előírt két évig nem volt hivatalban. A Bipartisan Policy Center vezető munkatársa volt, ahol költségvetési, energetikai és egészségügyi kérdésekkel foglalkozott. Bennett emellett részmunkaidőben tanított, kutatott és oktatott a Utah-i Egyetem Hinckley Politikai Intézetében, valamint a George Washington University School of Media and Public Affairs ösztöndíjasa volt. Tagja volt a German Marshall Fund igazgatótanácsának.